# Giro delle Valli Cuneesi
Il Giro delle Valli Cuneesi nelle Alpi del Mare è stata una corsa a tappe di ciclismo su strada riservata alla categoria dilettanti, che si svolgeva annualmente in provincia di Cuneo, in Italia. La corsa si articolava in numerose tappe e si correva in estate, nei mesi di luglio o agosto.

## Storia
La corsa, nata nel 1978, è organizzata dalla società fossanese G.S. Ciclismo Stampa, poi diventata G.S. Giro Ciclistico delle Valli Cuneesi A.S.D., presieduta da Giancarlo Fruttero. Le prime ventisei edizioni sono state riservate alla categoria Amatori mentre dal 2004 è entrata a far parte del calendario nazionale dilettanti Elite/Under-23.
Nel 2004 è stato Marco Osella a trionfare, mentre nel 2005 la corsa ha visto primeggiare Morris Possoni. Entrambi i corridori sono passati nella categoria professionisti l'anno successivo. Nel 2006 e nel 2007 la corsa è stata vinta da Bruno Rizzi. Nel 2008 ha trionfato Pedro Merino, vincitore anche della tappa con arrivo a Castelmagno. Sul podio, sono saliti Damiano Caruso e il colombiano Rafael Infantino.
Nel 2009, con l'affermazione finale di Alberto Contoli, il Giro delle Valli ha per la prima volta nella sua storia raggiunto quota 2.000 metri, con l'arrivo inedito al Colle del Preit (Altipiano della Gardetta), in alta Valle Maira. Nelle annate seguenti si sono quindi affermati nell'ordine Antonio Santoro, Fabio Aru, Edoardo Zardini, Gianfranco Zilioli e Davide Pacchiardo. Nel 2015 la corsa non è stata disputata per problemi economici.
I plurivincitori sono Michele Pepino (6 vittorie), Imerio Vespignani e Roberto Moretti (4 vittorie) e Francesco Masi (2 vittorie). La corsa fu vinta da corridori italiani in tutte le edizioni, tranne quella del 1992, vinta dal francese Hervé Bonneton, e quella del 2008, conquistata dallo spagnolo Pedro Merino.

## Albo d'oro
Aggiornato all'edizione 2015.
| Anno | Vincitore          | Secondo           | Terzo               |
| ---- | ------------------ | ----------------- | ------------------- |
| 1978 | Michele Pepino     |                   |                     |
| 1979 | Oreste Spadolini   |                   |                     |
| 1980 | Michele Pepino     |                   |                     |
| 1981 | Loreto Valenza     |                   |                     |
| 1982 | Michele Pepino     |                   |                     |
| 1983 | Alfonso Dalpian    |                   |                     |
| 1984 | Enzo Serpelloni    |                   |                     |
| 1985 | Claudio Mattio     |                   |                     |
| 1986 | Francesco Masi     |                   |                     |
| 1987 | Francesco Masi     |                   |                     |
| 1988 | Giancarlo Peruzzi  |                   |                     |
| 1989 | Michele Pepino     |                   |                     |
| 1990 | Dino Andreotti     |                   |                     |
| 1991 | Michele Pepino     |                   |                     |
| 1992 | Hervé Bonneton     |                   |                     |
| 1993 | Michele Pepino     |                   |                     |
| 1994 | Imerio Vespignani  |                   |                     |
| 1995 | Imerio Vespignani  |                   |                     |
| 1996 | Imerio Vespignani  |                   |                     |
| 1997 | Andrea Pagliani    |                   |                     |
| 1998 | Imerio Vespignani  |                   |                     |
| 1999 | Claudio Fantonetti |                   |                     |
| 2000 | Roberto Moretti    |                   |                     |
| 2001 | Roberto Moretti    |                   |                     |
| 2002 | Roberto Moretti    |                   |                     |
| 2003 | Roberto Moretti    |                   |                     |
| 2004 | Marco Osella       |                   |                     |
| 2005 | Morris Possoni     |                   |                     |
| 2006 | Bruno Rizzi        |                   |                     |
| 2007 | Bruno Rizzi        |                   |                     |
| 2008 | Pedro Merino       | Damiano Caruso    | Rafael Infantino    |
| 2009 | Alberto Contoli    | Cristiano Colombo | Salvatore Mancuso   |
| 2010 | Antonio Santoro    | Yonathan Monsalve | Stefano Locatelli   |
| 2011 | Fabio Aru          | Ricardo Pichetta  | Stefano Locatelli   |
| 2012 | Edoardo Zardini    | Luca Benedetti    | Francesco Bongiorno |
| 2013 | Gianfranco Zilioli | Matteo Busato     | Giorgio Cecchinel   |
| 2014 | Davide Pacchiardo  | Il'ja Koševoj     | Marcin Mrozek       |